# Kasteel van Loye
Het kasteel van Loye is een kasteel in de Belgische gemeente Lummen.
Het kasteel van Loye werd opgetrokken in het jaar 1429. Door het specifieke karakter als verdedigingsburcht kan men niet onmiddellijk één welbepaalde bouwstijl herkennen. Het kasteel bevat belangrijke delen in gotische, Maaslandse renaissance-stijl (1649) en in classicistische stijl (1784). Opvallend is de toegangsbrug die gekenmerkt wordt door twee rechtopstaande leeuwen. De twee vensters links aan de oostkant zijn geschilderd in plaats van echt (“trompe-l’oeils”). Zo kan de luxetaks op vensteroppervlakte worden ontlopen.
Achtereenvolgens werd het kasteel bewoond door de families van Horion, Van Elderen, Van der Heyden a Blisia en De Fabribeckers de Cortils et Grâce. De bekendste bewoner van het kasteel was Johan Lodewijk van Elderen, die prins-bisschop van Luik was van 1688 tot 1694.
Het omringende kasteeldomein, grenzend aan de Demer, heeft een oppervlakte van ruim 300 hectare. Het is een waardevol natuurgebied met belangrijke loofbos- en vijverpartijen met tal van zeldzame planten- en diersoorten. Op het kasteeldomein bevindt zich ook de Sterkapel.
Het kasteel en het omliggende domein zijn privé-eigendom en dus niet toegankelijk. Enkel in de Mariamaand mei is de weg naar de Sterkapel toegankelijk voor het publiek.

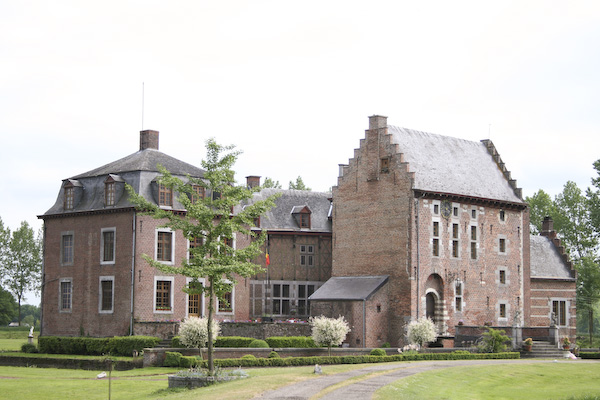
Het kasteel van Loye
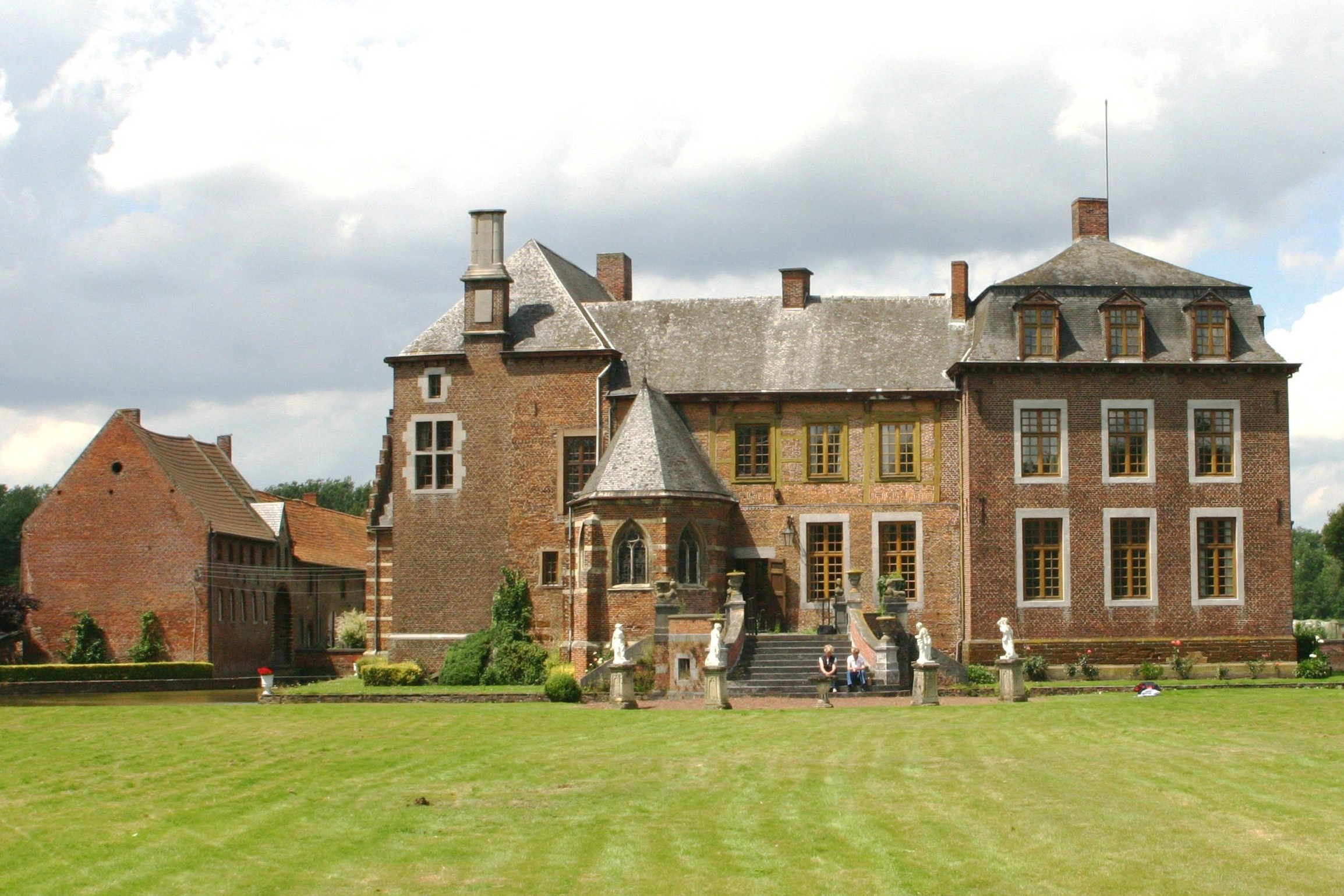
Kasteel van Loye: achterzijde
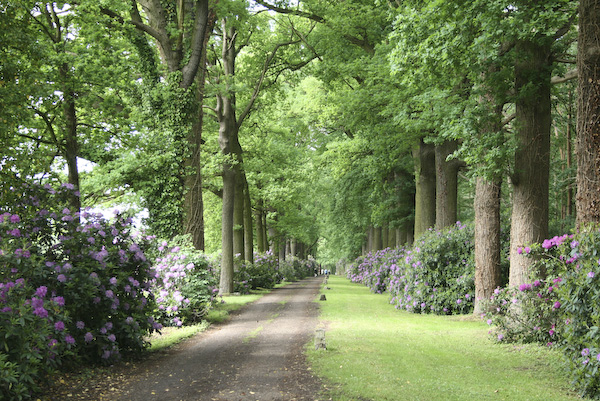
Het domein van Loye